# 김노투스과
김노투스과(Gymnotidae)는 김노투스목에 속하는 조기어류 과의 하나이다. 중앙아메리카와 남아메리카의 민물에서만 발견된다. 뒷날개고기(knife fish)라는 이름으로도 불린다. 모든 종이 전기를 방전할 수 있는 기관을 갖고 있다. 2개 속에 33종의 유효종으로 이루어져 있다.

## 하위 속
김노투스과는 2개 속에 37종으로 분류한다.
- 전기뱀장어속 (Electrophorus)
- 김노투스속 (Gymnotus)